# Pristimantis cerasinus
Espèce
Synonymes
- Hylodes cerasinus Cope, 1875
- Eleutherodactylus cerasinus (Cope, 1875)
- Craugastor cerasinus (Cope, 1875)
- Eleutherodactylus peraltae Barbour, 1928
- Eleutherodactylus tiptoni Lynch, 1964
- Eleutherodactylus operosus Savage, McCranie & Wilson, 1999

Statut de conservation UICN

 LC  : Préoccupation mineure
Pristimantis cerasinus est une espèce d'amphibiens de la famille des Craugastoridae.

## Répartition
Cette espèce se rencontre entre 40 et 1 300 m d'altitude :
- au Panamá ;
- au Costa Rica ;
- dans l'est du Nicaragua ;
- dans l'est du Honduras.

## Description

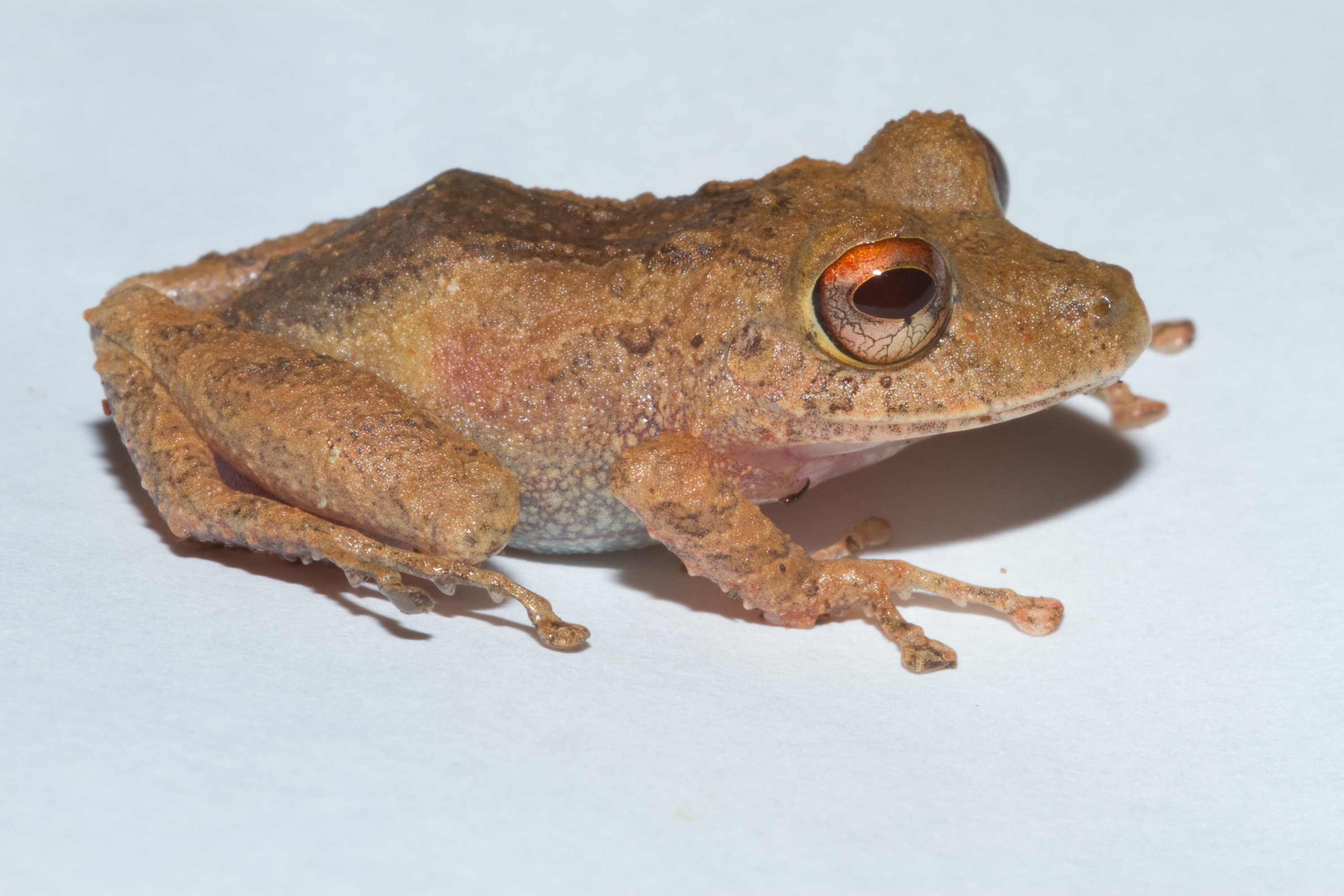
Pristimantis cerasinus

L'holotype mesure 35 mm.

## Publication originale
- Cope, 1876 "1875" : On the Batrachia and Reptilia of Costa Rica : With notes on the herpetology and ichthyology of Nicaragua and Peru. Journal of the Academy of Natural Sciences of Philadelphia, sér. 2, vol. 8, p. 93–154 (texte intégral).